# Bilzen-Hoeselt
Bilzen-Hoeselt ou Bilsen-Hoeselt est une commune néerlandophone de Belgique située en Région flamande dans la province du Limbourg. Elle est issue de la fusion volontaire au 1er janvier 2025 des communes de Bilzen et Hoeselt toutes les deux dans la province du Limbourg. La commune fusionnée aura une superficie de 106 km² et comptera environ 42 000 habitants.
C'est l'une des 14 communes qui créées lors de la vague de fusion de 2025. Au départ, Riemst participait également aux discussions exploratoires en vue de la fusion, mais en 2021, le conseil communale de cette dernière décide de rester indépendant,. Les autorités communales de Bilzen et Hoeselt en ont ensuite continué à deux. Le 28 juin 2021, les conseils communaux de Bilzen et Hoeselt ont approuvé le principe de la fusion des deux communes. Les deux communes fusionneront le 1er janvier 2025,. Les habitants ont choisi "Bilzen-Hoeselt" comme nouveau nom pour la commune fusionnée via un vote en ligne. Celui-ci a battu les options Biesen, Demershoven et Bivelen avec 57 % des voix.
La fusion interviendra après les élections communales du 13 octobre 2024.

## Données lors de la fusion
|                                 | Bilzen | Hoeselt                                               | Bilzen-Hoeselt                     |
| ------------------------------- | --- | ----------------------------------------------------- | ---------------------------------- |
| Sections                        | Bilzen Beverst Eigenbilzen Grand-Spauwen Hees Petit-Spauwen Mopertingen Munsterbilzen Rijkhoven Rosmeer Waltwilder Martenslinde Hoelbeek | Hoeselt Romercourt Hern-Saint-Hubert Werm Schalkhoven | Fusionné                           |
| Nombre d'habitants (01/01/2023) | 32 644 | 9 921                                                 | 42 565                             |
| Surface                         | 75,98 km² | 30,1 km²                                              | 106,08 km²                         |
| District                        | Tongres | Tongres                                               | Tongres                            |
| Zone de police                  | 5381 Bilzen/Hoeselt/Riemst | 5381 Bilzen/Hoeselt/Riemst                            | 5381 Bilzen/Hoeselt/Riemst         |
| Zone d'intervention d'urgence   | Zone incendie du Limbourg oriental | Zone incendie du Limbourg oriental                    | Zone de pompiers Limbourg oriental |
| Conseil local                   | 31 membres | 21 membres                                            | 35 membres                         |
| Coalition (sortant 2024)        | Trots op Bilzen, Beter Bilzen | Open Vld, N-VA                                        | —                                  |

## Géographie

### Sections de la commune
| #  | Section              | Superf. (km²) | Habitants (2020) | Habitants par km² | Code INS |
| -- | -------------------- | ------------- | ---------------- | ----------------- | -------- |
| 1  | Bilzen               | 14,81         | 10.655           | 719               | 73006A   |
| 2  | Beverst              | 12,16         | 5.460            | 449               | 73006B   |
| 3  | Munsterbilzen        | 6,03          | 4.585            | 760               | 73006C   |
| 4  | Waltwilder           | 5,51          | 1.248            | 226               | 73006D   |
| 5  | Hoelbeek             | 4,00          | 544              | 136               | 73006E   |
| 6  | Eigenbilzen          | 8,23          | 2.290            | 278               | 73006F   |
| 7  | Mopertingen          | 1,78          | 1.243            | 699               | 73006G   |
| 8  | Hees                 | 3,72          | 788              | 212               | 73006H   |
| 9  | Rosmeer              | 5,03          | 918              | 183               | 73006J   |
| 10 | Petit-Spauwen        | 2,63          | 1.035            | 393               | 73006K   |
| 11 | Grand-Spauwen        | 5,26          | 1.391            | 265               | 73006L   |
| 12 | Rijkhoven            | 4,71          | 1.357            | 288               | 73006M   |
| 13 | Martenslinde         | 2,10          | 951              | 453               | 73006N   |
| 14 | Hoeselt              | 18,67         | 6.991            | 374               | 73032A   |
| 15 | Werm                 | 1,95          | 715              | 367               | 73032B   |
| 16 | Romershoven          | 2,93          | 811              | 276               | 73032C   |
| 17 | Sint-Huibrechts-Hern | 4,12          | 920              | 223               | 73032D   |
| 18 | Schalkhoven          | 2,43          | 293              | 121               | 73032E   |

## Démographie

### Évolution démographique de la commune fusionnée
En tenant compte des anciennes communes entraînées dans la fusion de communes de 2025, on peut dresser l'évolution suivante :
- Source : DGS - Remarque: 1831 jusqu'à 1980=recensement; depuis 1990=nombre d'habitants chaque 1er janvier[9]

## Politique

### Résultats des élections communales depuis 2024
| Parti ou cartel     | Parti ou cartel      | 13-10-2024 | 13-10-2024 |
| Votes / Sièges      | Votes / Sièges       | %          | 35         |
| ------------------- | -------------------- | ---------- | ---------- |
|                     | Liste du bourgmestre |            |            |
|                     | Best Groen           |            |            |
|                     | Trots                |            |            |
|                     | N-VA/Fusiebelang     |            |            |
|                     | Vlaams Belang        |            |            |
| Total des votes     |                      |            |            |
| Présence %          |                      |            |            |
| Blanc et invalide % |                      |            |            |

Les sièges de la majorité formée sont imprimés en gras. Le plus grand parti est en couleur.Pour les résultats des élections plus anciennes, voir les communes de Bilzen et Hoeselt.